# Freestyleskiën op de Olympische Jeugdwinterspelen 2012 - Ski-cross vrouwen
De ski-cross voor vrouwen tijdens de Olympische Jeugdwinterspelen 2012 vond plaats op 19 januari. Toen werd de kwalificatie afgewerkt. De finale stond gepland op 20 januari maar kon vanwege de weersomstandigheden niet doorgaan. Toen dit de 21e en ook de 22e het geval was, besloot de jury dat de rangschikking van de kwalificatie de eindstand werd. De Oostenrijkse Michaela Heider won het goud.
Twaalf skiërs uit evenzoveel landen namen deel.

## Uitslag

### Kwalificatie
De uitslag van de kwalificatie werd door de jury als einduitslag overgenomen.
| #      | Startnr. | Naam              | Land | Tijd    | Score |
| ------ | -------- | ----------------- | ---- | ------- | ----- |
| Goud   | 12       | Michaela Heider   | AUT  | 58,38   | 90,00 |
| Zilver | 5        | Veronika Čamková  | CZE  | 58,63   | 72,00 |
| Brons  | 8        | Emilie Benz       | SUI  | 58,82   | 54,00 |
| 4      | 7        | India Sherret     | CAN  | 1.00,21 | 45,00 |
| 5      | 3        | Claudia Leggett   | AUS  | 1.00,30 | 40,50 |
| 6      | 1        | Katharina Tordi   | GER  | 1.00,82 | 36,00 |
| 7      | 10       | Manuela Roncallo  | ARG  | 1.01,67 | 32,40 |
| 8      | 6        | Ksenija Maksimova | RUS  | 1.01,82 | 28,80 |
| 9      | 2        | Emma Vorger       | FRA  | 1.01,87 | 26,10 |
| 10     | 9        | Lesley Wilson     | USA  | 1.02,64 | 23,40 |
| 11     | 4        | Elisa Guerrero    | CHI  | 1.03,72 | 21,60 |
| 12     | 11       | Malou Peterson    | SWE  | 1.10,15 | 19,80 |